# Талреп
Та́лреп (от на нидерландски: talrep, taljereep) е устройство за стягане и обиране на хлабините в такелажа, носещи въжета и т.н. Обикновено се състои от два винта с противоположна резба, навити в специален пръстен с два резбови отвора. Краищата на винтовете се правят с ухо или кука, към които се закрепва въжето. Натягането се регулира със завъртане на пръстена, благодарение на което винтовете се придвижват към центъра. Талрепите се използват случаите, когато се изисква много голямо затягащо усилие, и могат да се различават по масата, която носят, от няколко грама (за натягане, например, на завеси и щори – завиване с усилие от няколко килограма) до десетки тонове – такива устройства се използват в строителството на сгради и мостове.
Производството на талрепи в Русия е регламентирано с ГОСТ 9690 – 71, ОСТ 5.2314 – 79.
- Талреп.
- Талрепи в строителството.
- Употреба при мостове.
- За обтягане на въжетата на боксов ринг.